# دوو ماتیز
ماتیز نام یک خودروی کوچک شهری ساخت شرکت جی‌ام دوو کرهٔ جنوبی است. تولید این خودرو در سال ۱۹۹۸ آغاز شد و پس از منحل شدن شرکت دوو، توسط جنرال موتورز تا سال ۲۰۱۱ با نام شورولت اسپارک تولید می‌شد. این خودرو در کلاس هاچ‌بک شهری یا میکروکار قرار دارد.
این خودرو در ایران از سال ۷۹ تا ۸۳ توسط شرکت کرمان موتور تولید شد.
از جمله امکانات این خودرو می‌توان به شیشه‌بالابرهای برقی، گرمکن شیشهٔ عقب، گیربکس ۵ سرعتهٔ دستی، سیستم پاشش سوخت انژکتوری، فرمان هیدرولیک، و کولر اشاره کرد.

## مشخصات فنی
موتور این خودرو سه سیلندر ۸۰۰ سی‌سی است و ۵۲ اسب بخار توان خروجی دارد. وزن این خودرو ۸۵۱ کیلوگرم است. دوو ماتیز به طور مشترک در آمریکا و شرکت ایتال دیزاین طراحی شده‌است.

## تولید
با خرید عمدهٔ سهام شرکت دوو توسط جنرال موتورز و به دلیل تحریم ایران توسط آمریکا، تولید این خودرو در ایران متوقف شد. بعدها کپی چینی این خودرو با نام ام‌وی‌ام ۱۱۰ توسط شرکت مدیران خودرو به بازار عرضه شد.

## فیس‌لیفت
دوو ماتیز در سال ۲۰۰۰ میلادی یک فیس‌لیفت را تجربه کرد. مرکز طراحی دوو در انگلستان این فیس‌لیفت را انجام داد. در بخش ظاهری سپرها و چراغ‌ها دچار تغییرات جزئی شده بودند. این نسخه در بخش تجهیزات تفاوتی با دیگر نسخه‌ها ندارد. در این فیس‌لیفت، یک موتور ۴ سیلندر ۱ لیتری جدید برای این خودرو طراحی شده بود. این فیس‌لیفت از سال ۲۰۰۰ تا ۲۰۰۲ (که شرکت دوو در جنرال موتورز ادغام شد) در کرهٔ جنوبی تولید شد. دوو ماتیز بعدها در شرکت جنرال موتورز ازبکستان تولید شد که تاکنون ادامه دارد. این اتاق با کد ام ۱۵۰ ماتیز شناخته شده بود.

## نگارخانه

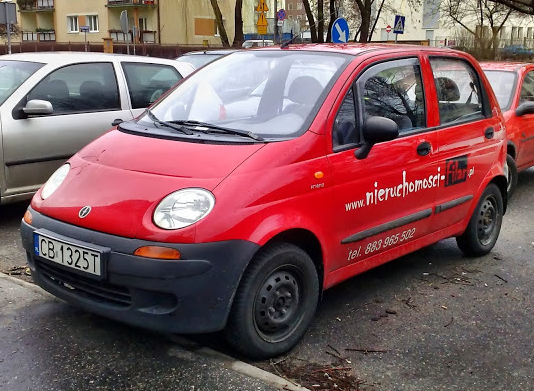
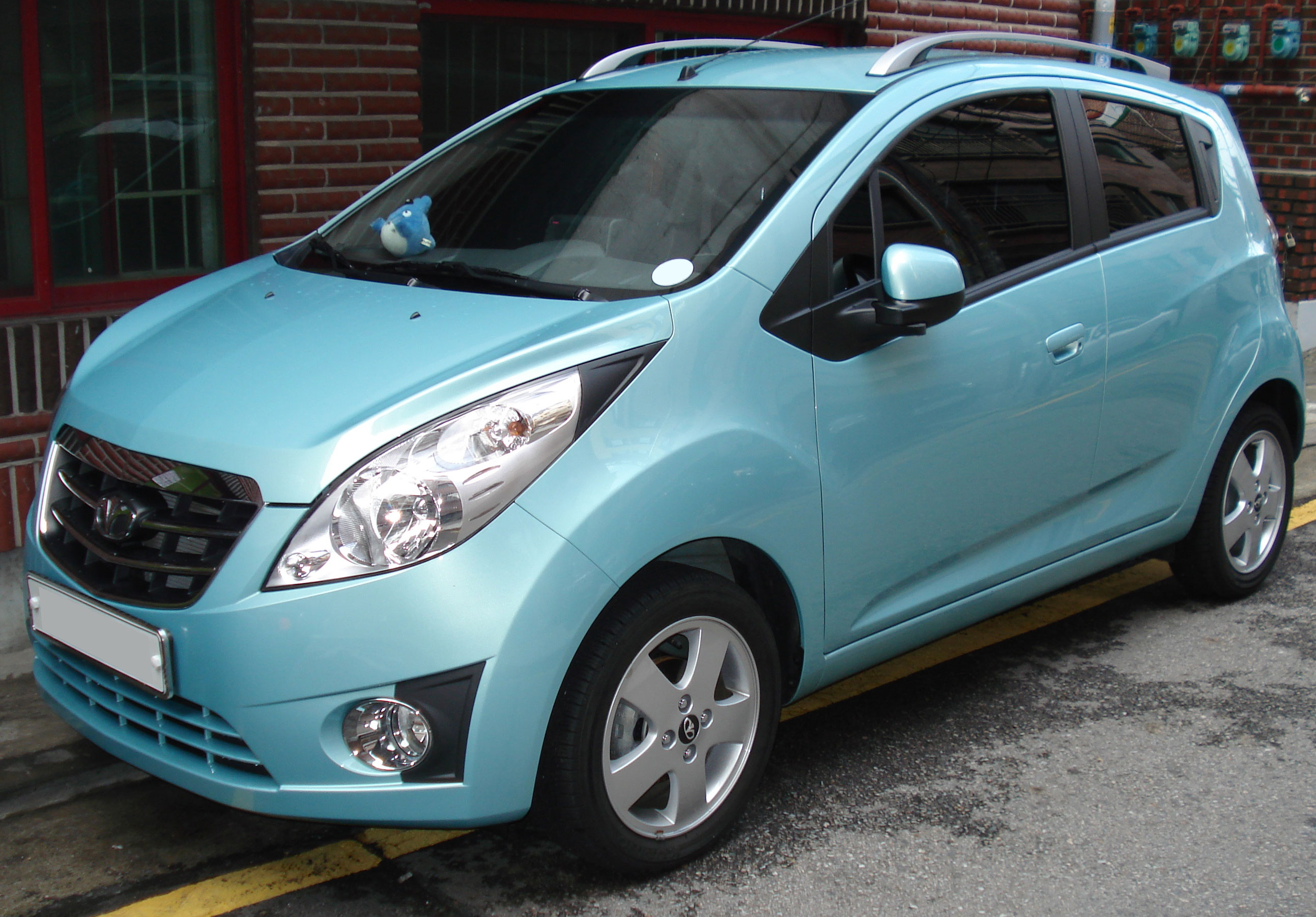
دوو ماتیز مدل M300
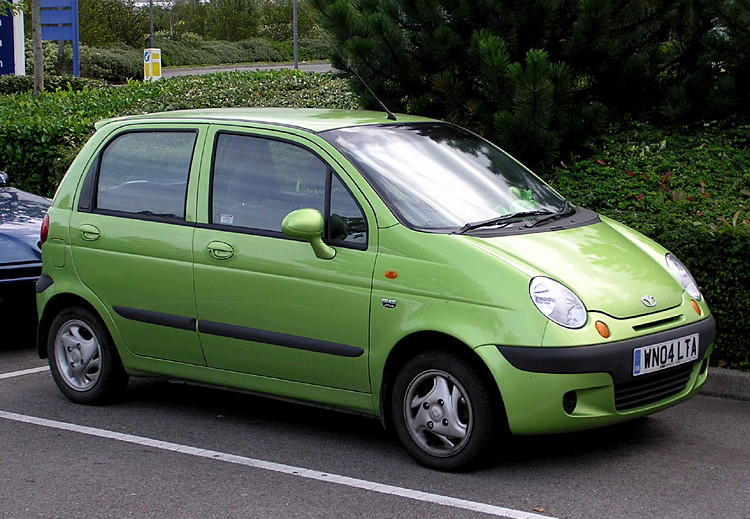
نمای جلو پس از فیس‌لیفت
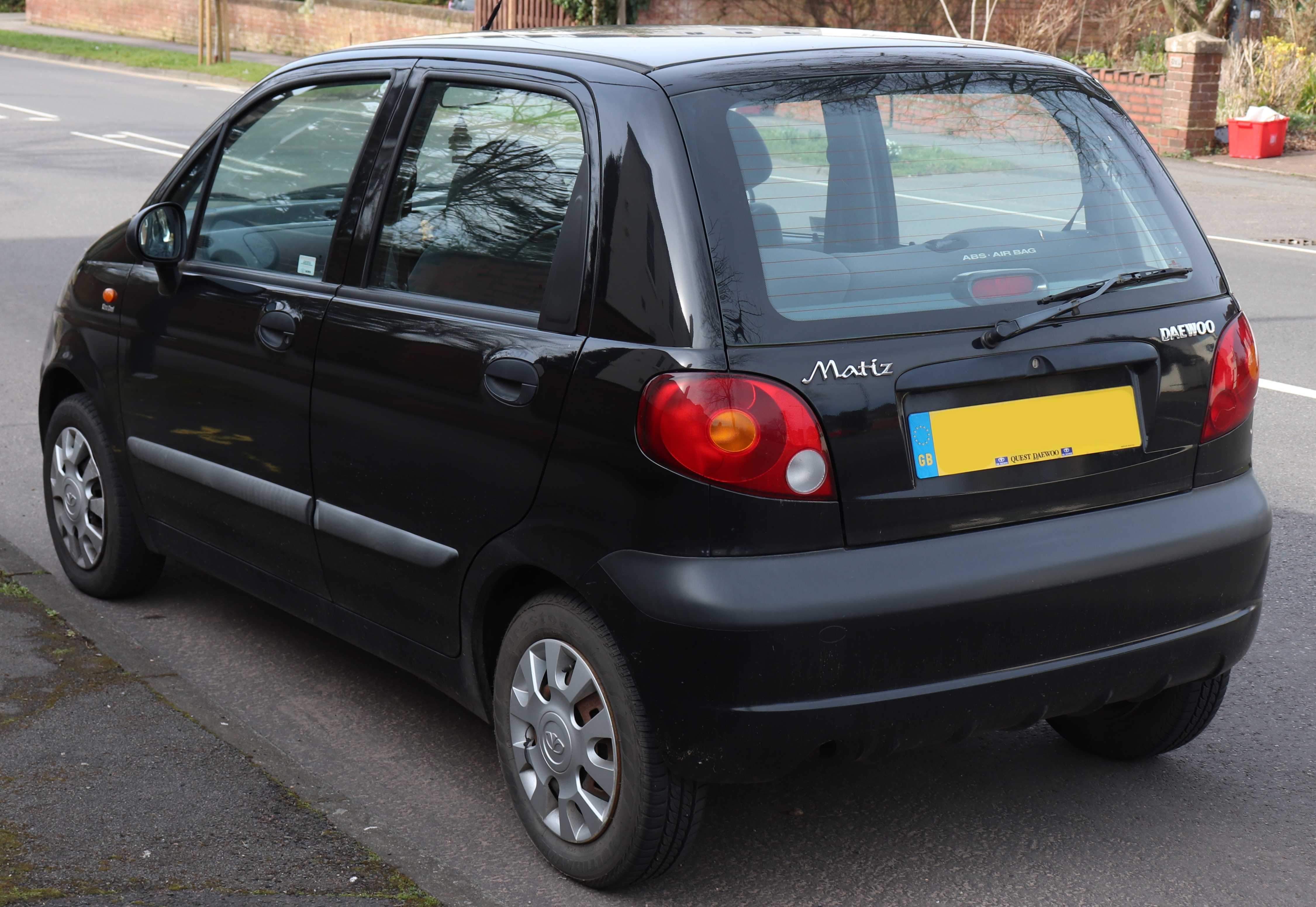
نمای عقب پس از فیس‌لیفت